# Nie chcemy uciekać
Nie chcemy uciekać – album Przemysława Gintrowskiego.
Album ukazał się w 1990 roku na kasecie magnetofonowej. Stanowi on kompilację utworów z albumów „Raport z oblężonego miasta” (utwory 10–16) i „Pamiątki” (utwory 2–7, 9 i 18), a także premierowych (utwory 1, 8, 17 i 19).
Na albumie znajdują się kompozycje Przemysława Gintrowskiego do wierszy Zbigniewa Herberta, Jacka Kaczmarskiego, Marka Tercza, Natana Tenenbauma, Jerzego Czecha, Adriany Szymańskiej, Marka Meyera i Tomasza Jastruna.

## Lista utworów
1. „Modlitwa o wschodzie słońca”
2. „Autoportret Witkacego”
3. „Dokąd nas zaprowadzisz Panie”
4. „Pieśń o śnie”
5. „Jeszcze dzień”
6. „A my nie chcemy uciekać stąd”
7. „Powrót”
8. „Margrabia Wielopolski”
9. „Ornamentatorzy”
10. „Będziemy oddychać cicho”
11. „Na skrzyżowaniach”
12. „Zomo - Spokój - Bies”
13. „Gdy tak siedzimy”
14. „Górnicy”
15. „Karzeł”
16. „Wróżba”
17. „List”
18. „Potęga smaku”
19. „Karol Levittoux”

## Wykonawcy
- Przemysław Gintrowski - śpiew, gitara
- Zbigniew Łapiński – fortepian